# Domenico Crescentino Marinozzi
Domenico Crescentino Marinozzi OFMCap (* 21. November 1926 in San Severino Marche; † 19. Juli 2024 in Macerata) war ein italienischer römisch-katholischer Ordensgeistlicher und Apostolischer Vikar von Soddo-Hosanna.

## Leben
Domenico Crescentino Marinozzi trat der Ordensgemeinschaft der Kapuziner bei und empfing am 17. Dezember 1950 die Priesterweihe.
Papst Paul VI. ernannte ihn 1972 zum Apostolischen Administrator von Hosanna. Am 23. Februar 1979 wurde er zum Apostolischen Präfekten von Soddo-Hosanna ernannt. Papst Johannes Paul II. ernannte ihn am 2. Oktober 1975 zum Apostolischen Vikar von Soddo-Hosanna und Titularbischof von Iucundiana. Der Kardinalpräfekt der Kongregation für die Evangelisierung der Völker Agnelo Rossi spendete ihm am 10. Dezember desselben Jahres die Bischofsweihe; Mitkonsekratoren waren Loris Francesco Capovilla, Prälat von Loreto, und Bruno Frattegiani, Bischof von San Severino-Treia.
Am 5. Januar 2007 nahm Papst Benedikt XVI. seinen altersbedingten Rücktritt an.